# Hiệp sĩ giấy
Hiệp sĩ giấy (tiếng Trung: 摺紙戰士, Triệp chỉ chiến sĩ, tên tiếng Anh Origami Warrior) là một truyện tranh Đài Loan do Châu Hiển Tông sáng tác và được xuất bản bởi Nhà xuất bản Thanh Văn. Truyện được phát hành dưới dạng 22 tập truyện tranh. Vào năm 2003 phần tiếp theo của truyện ra đời dưới cái tên "摺紙戰士G" (Triệp chỉ chiến sĩ G, tên tiếng Anh Origami Fighter Generation).

## Đánh giá
Hiệp sĩ giấy giành được giải thưởng cho truyện tranh cho thiếu nhi được yêu thích nhất năm 2002 của Quỹ tài trợ của các Nhà xuất bản và Công đoàn Họa sĩ Truyện tranh tại Đài Bắc.